# أمراض معتمدة على الإستروجين
الأمراض أو المتلازمات أو الاضطرابات المعتمدة على الاستروجين هي أمراض تعتمد بشكل كلي أو جزئي على نشاط هرمون الاستروجين بالجسم.
تشمل الأمراض المعتمدة على الإستروجين ما يلي:
- ألم الثدي[1][2]
- مرض الثدي الكيسي الليفي[3]
- تضخم الثدي[4][5]
- تثدي الرجل[6]
- سرطان الثدي[7]
- البلوغ المبكر في الفتيات[8]
- الكلف[9]
- غزارة الطمث[10][11]
- الانتباذ البطاني الرحمي,[12]
- فرط تنسج بطانة الرحم[13]
- العضال الغدي الرحمي,[13]
- ورم عضلي أملس بالرحم[7]
- سرطان الرحم مثل سرطان بطانة الرحم[7]
- سرطان المبيض[14]
- حالات فرط الإستروجينية في الذكور مثل حالات تشمع الكبد ومتلازمة كلاينفيلتر[15]

## العلاج
تعالج تلك الحالات باستخدام الأدوية ذات التأثير المضاد للاستروجين والتي يطلق عليها اسم " مضادات مستقبلات الإستروجين الانتقائية مثل التاموكسيفين والكلوميفين أو مناهضات الإستروجين مثل فولفيسترانت، ومثبطات انزيم الأروماتيز مثل أناستروزول وإكسيميستان أو الهرمونات المطلقة الموجهة للغدد التناسلية مثل ليوبروليد وسيتروليكس، أو مضادات هرمونات الغدة النخامية مثل دانازول وجيسترينون، وميجسترول أسيتات، وميدروكسيبروجستيرون أسيتات.